# Sabia Boulahrouz
Sabia Boulahrouz, geboren als Sabia Engizek (Hamburg, 31 maart 1978), is een Duitse socialite, televisiepersoonlijkheid en voormalige voetbalvrouw. 
Boulahrouz is uit een Turks gastarbeidersgezin afkomstig en werd bekend door haar huwelijk met voetballer Khalid Boulahrouz. Na de scheiding in 2012 had ze een in de media veelbesproken relatie met Rafael van der Vaart. Eind 2013 beviel Engizek na 19 weken zwangerschap van een doodgeboren dochter. Uit een eerder huwelijk heeft ze een dochter, uit het huwelijk met Boulahrouz twee dochters en een zoon.  
Eind 2015 was ze korte tijd jurylid in het Nederlandse televisieprogramma Mindmasters Live. In 2016 was ze te zien in het programma Ranking the Stars op de Nederlandse televisie.

## Naam
Boulahrouz heeft ervoor gekozen om na de scheiding met Khalid Boulahrouz diens achternaam te behouden, hetgeen volgens Duits familierecht mogelijk is.